# Lista de deputados estaduais do Amazonas da 4.ª legislatura
Essa é uma lista de deputados estaduais do Amazonas eleitos para o período 1959-1963. Foram 30 eleitos.

## Composição das bancadas
| Partido | Líder                       | Bancada | Posição      |
| ------- | --------------------------- | ------- | ------------ |
| PTB     | Stênio Neves                | 10 / 30 | Governo      |
| PSD     | Augusto Montenegro          | 6 / 30  | Oposição     |
| PST     | Francisco Guedes de Queiróz | 5 / 30  | Governo      |
| PSP     | Mário Diogo de Mello        | 4 / 30  | Oposição     |
| UDN     | Simão Fares Abinader        | 3 / 30  | Oposição     |
| PDC     | Abel Nicolau Akel           | 1 / 30  | Independente |
| PSB     | Joel Ferreira da Silva      | 1 / 30  | Governo      |

## Deputados estaduais
| Número | Deputados estaduais eleitos         | Partido | Votação | Percentual | Cidade onde nasceu | Unidade federativa |
| 14626  | José Austregésilo Mendes            | PTB     | 1.150   | 1,46%      | Pauini             | Amazonas           |
| 14591  | Darcy Augusto Michiles              | PTB     | 1.065   | 1,35%      | Manaus             | Amazonas           |
| 14397  | Josué Cláudio de Souza              | PTB     | 1.022   | 1,30%      | Itajaí             | Santa Catarina     |
| 41789  | Sérgio Rodrigues Pessoa Neto        | PSD     | 1.015   | 1,29%      | Manaus             | Amazonas           |
| 14502  | Stênio Neves                        | PTB     | 1.015   | 1,29%      | Manaus             | Amazonas           |
| 17631  | Akel Nicolau Akel                   | PDC     | 921     | 1,17%      | Manaus             | Amazonas           |
| 46439  | João Valério de Oliveira            | PSP     | 915     | 1,16%      | Itacoatiara        | Amazonas           |
| 41303  | Tércio de Araújo da Silva           | PSD     | 904     | 1,15%      | Barreirinha        | Amazonas           |
| 41362  | Dídimo Soares                       | PSD     | 895     | 1,13%      | Novo Airão         | Amazonas           |
| 14726  | Arlindo Augusto dos Santos Porto    | PTB     | 889     | 1,13%      | Manaus             | Amazonas           |
| 41311  | Júlio Furtado Belém                 | PSD     | 889     | 1,13%      | Apuí               | Amazonas           |
| 14643  | Manoel Alexandre Filho              | PTB     | 862     | 1,09%      | Bananeiras         | Paraíba            |
| 41629  | Augusto Pessoa Montenegro           | PSD     | 852     | 1,08%      | Tefé               | Amazonas           |
| 41873  | Djalma Vieira Passos                | PSD     | 852     | 1,08%      | Boca do Acre       | Amazonas           |
| 14548  | Anfremon D'Amazonas Monteiro        | PTB     | 836     | 1,06%      | Beruri             | Amazonas           |
| 14451  | Belarmino Ferreira Lins Filho       | PTB     | 829     | 1,05%      | Fonte Boa          | Amazonas           |
| 14795  | José Francisco da Gama e Silva      | PTB     | 823     | 1,04%      | Lábrea             | Amazonas           |
| 14708  | Renato de Souza Pinto               | PTB     | 823     | 1,04%      | Manaus             | Amazonas           |
| 46725  | Mário Diogo de Melo                 | PSP     | 770     | 0,98%      | Boca do Acre       | Amazonas           |
| 46361  | Tupinambá de Paula e Sousa          | PSP     | 736     | 0,93%      | Tapauá             | Amazonas           |
| 40785  | Joel Ferreira da Silva              | PSB     | 696     | 0,88%      | Manaus             | Amazonas           |
| 52598  | Alfredo Augusto Pereira Campos      | PST     | 689     | 0,87%      | Barcelos           | Amazonas           |
| 22411  | Simão Fares Abinader                | UDN     | 657     | 0,83%      | Maraã              | Amazonas           |
| 22814  | Adail Garcia de Vasconcelos         | UDN     | 641     | 0,81%      | Humaitá            | Amazonas           |
| 22799  | Raimundo Andrade Seixas             | UDN     | 637     | 0,81%      | Tonantins          | Amazonas           |
| 46387  | José Roberto Alencar Jansen Pereira | PSP     | 636     | 0,80%      | Boa Vista do Ramos | Amazonas           |
| 52430  | Francisco Guedes de Queiroz         | PST     | 603     | 0,76%      | Careiro da Várzea  | Amazonas           |
| 52727  | Manoel Almério Mendes               | PST     | 576     | 0,73%      | Eirunepé           | Amazonas           |
| 52118  | Junot Carlos Frederico              | PST     | 564     | 0,71%      | Manaus             | Amazonas           |
| 52693  | Vinícius Monte Conrado Gomes        | PST     | 560     | 0,71%      | Manaus             | Amazonas           |